# Ніколае Гіта
Ніколае Гіта (рум. Nicolae Ghiță; нар. 16 листопада 1967, Тарташешти, повіт Димбовіца) — румунський борець вільного стилю, срібний призер чемпіонату Європи, учасник чотирьох Олімпійських ігор.

## Життєпис
Боротьбою почав займатися з 1982 року. У 1989 році став бронзовим призером чемпіонату світу серед молоді.
Виступав за сплртивний клуб «Рапід» Бухарест. Тренер — Корнел Захарія (з 1995).

## Спортивні результати на міжнародних змаганнях

### Виступи на Олімпіадах
| Змагання                    | Збірна  | Вагова категорія          | Місце |
| --------------------------- | ------- | ------------------------- | ----- |
| Літні Олімпійські ігри 1992 | Румунія | вільна боротьба, до 82 кг | 7     |
| Літні Олімпійські ігри 1996 | Румунія | вільна боротьба, до 82 кг | 13    |
| Літні Олімпійські ігри 2000 | Румунія | вільна боротьба, до 85 кг | 8     |
| Літні Олімпійські ігри 2004 | Румунія | вільна боротьба, до 84 кг | 9     |

### Виступи на Чемпіонатах світу
| Змагання                        | Збірна  | Вагова категорія          | Місце |
| ------------------------------- | ------- | ------------------------- | ----- |
| Чемпіонат світу з боротьби 1990 | Румунія | вільна боротьба, до 82 кг | 9     |
| Чемпіонат світу з боротьби 1991 | Румунія | вільна боротьба, до 82 кг | 8     |
| Чемпіонат світу з боротьби 1994 | Румунія | вільна боротьба, до 82 кг | 4     |
| Чемпіонат світу з боротьби 1995 | Румунія | вільна боротьба, до 82 кг | 20    |
| Чемпіонат світу з боротьби 1997 | Румунія | вільна боротьба, до 85 кг | 8     |
| Чемпіонат світу з боротьби 1999 | Румунія | вільна боротьба, до 85 кг | 14    |
| Чемпіонат світу з боротьби 2003 | Румунія | вільна боротьба, до 84 кг | 9     |
| Чемпіонат світу з боротьби 2005 | Румунія | вільна боротьба, до 96 кг | 21    |

### Виступи на Чемпіонатах Європи
| Змагання                         | Збірна  | Вагова категорія          | Місце  |
| -------------------------------- | ------- | ------------------------- | ------ |
| Чемпіонат Європи з боротьби 1990 | Румунія | вільна боротьба, до 82 кг | 4      |
| Чемпіонат Європи з боротьби 1992 | Румунія | вільна боротьба, до 82 кг | 16     |
| Чемпіонат Європи з боротьби 1993 | Румунія | вільна боротьба, до 82 кг | 4      |
| Чемпіонат Європи з боротьби 1994 | Румунія | вільна боротьба, до 82 кг | 9      |
| Чемпіонат Європи з боротьби 1995 | Румунія | вільна боротьба, до 82 кг | 4      |
| Чемпіонат Європи з боротьби 1996 | Румунія | вільна боротьба, до 82 кг | 9      |
| Чемпіонат Європи з боротьби 1997 | Румунія | вільна боротьба, до 85 кг | Срібло |
| Чемпіонат Європи з боротьби 1999 | Румунія | вільна боротьба, до 85 кг | 7      |
| Чемпіонат Європи з боротьби 2000 | Румунія | вільна боротьба, до 85 кг | 4      |

### Виступи на інших змаганнях
| Змагання                                                          | Збірна  | Вагова категорія          | Місце  |
| ----------------------------------------------------------------- | ------- | ------------------------- | ------ |
| Гран-прі Німеччини з боротьби 1990                                | Румунія | вільна боротьба, до 82 кг | 7      |
| Гран-прі Німеччини з боротьби 1992                                | Румунія | вільна боротьба, до 82 кг | Бронза |
| Франкомовні Ігри з боротьби 1994                                  | Румунія | вільна боротьба, до 82 кг | Золото |
| Олімпійський кваліфікаційний турнір з боротьби 2000 (Мінськ)      | Румунія | вільна боротьба, до 85 кг | 14     |
| Олімпійський кваліфікаційний турнір з боротьби 2000 (Лейпциг)     | Румунія | вільна боротьба, до 85 кг | Бронза |
| Олімпійський кваліфікаційний турнір з боротьби 2000 (Токіо)       | Румунія | вільна боротьба, до 85 кг | 4      |
| Олімпійський кваліфікаційний турнір з боротьби 2000 (Мехіко)      | Румунія | вільна боротьба, до 85 кг | 8      |
| Олімпійський кваліфікаційний турнір з боротьби 2000 (Александрія) | Румунія | вільна боротьба, до 85 кг | 6      |
| Гран-прі Німеччини з боротьби 2002                                | Румунія | вільна боротьба, до 84 кг | 5      |
| Гран-прі Німеччини з боротьби 2004                                | Румунія | вільна боротьба, до 84 кг | 7      |

### Виступи на змаганнях молодших вікових груп
| Змагання                                      | Збірна  | Вагова категорія          | Місце  |
| --------------------------------------------- | ------- | ------------------------- | ------ |
| Чемпіонат Європи з боротьби серед молоді 1988 | Румунія | вільна боротьба, до 82 кг | 7      |
| Чемпіонат світу з боротьби серед молоді 1989  | Румунія | вільна боротьба, до 82 кг | Бронза |